# Adeodato de Canterbury
Adeodato de Canterbury, también conocido como Deusdedit, Deus-dedit y Adeodatus (fallecido c. 664) y quizás originalmente llamado Frithona, Frithuwine o Frithonas, fue el sexto Arzobispo de Canterbury y el primer titular anglosajón de la sede primada de Gran Bretaña, hasta entonces reservada a clérigos de origen latino tras la llamada misión gregoriana. Se convirtió en arzobispo en 655 y ocupó el cargo durante más de nueve años hasta su muerte, probablemente debida a la peste. El sucesor de Adeodato como arzobispo fue uno de sus sacerdotes diocesanos, Wighard. Existe cierta controversia sobre la fecha exacta de la muerte del arzobispo, debido a discrepancias acerca del escrito medieval que registra su vida. Poco se sabe acerca de su episcopado, pero fue considerado santo después de su fallecimiento y es venerado como tal en la Iglesia católica, la Iglesia ortodoxa y la Comunión anglicana, con festividad el 14 de julio. Una hagiografía de su vida fue escrita después de que sus reliquias fueron trasladadas desde su lugar de entierro original en 1091.

## Vida
Una tradición posterior a la conquista normanda de Inglaterra, que parte originariamente de la hagiografía de Goscelin, recoge el nombre original de Adeodato como Frithona, posiblemente una corrupción de Frithuwine. Fue consagrado obispo por Ithamar, obispo de Rochester, el 12 o quizás el 26 de marzo del año 655. Fue el sexto arzobispo después de la llegada de los misioneros enviados por el papa de Roma en la llamada misión gregoriana, y el primer arzobispo nativo de la isla de Gran Bretaña, después de cinco clérigos originarios de la península italiana, pues había nacido en el reino sajón occidental de Wessex.
Una de las razones para el largo período entre la conversión del Reino de Kent hacia el año 600 y el nombramiento del primer arzobispo nativo puede haber sido la necesidad de establecer escuelas por parte de los misioneros para educar a los nativos hasta un nivel lo suficientemente alto como para asumir cargos eclesiásticos de importancia. Adeodato debía probablemente su nombramiento para la sede de Canterbury a un acuerdo entre los reyes Earcomberto de Kent y Cenwalh de Wessex. El nombre, Adeodato o, más literalmente su versión latina, Deusdedit, significa «Dios ha dado» y era el nombre de un papa reciente, Adeodato I, sumo pontífice entre el 615 y el 618. Era una práctica habitual entre los primeros obispos sajones tomar un nombre adoptado, a menudo de los últimos papas. No está claro en qué periodo adoptó Adeodato su nuevo nombre, aunque el historiador Richard Sharpe considera probable que hubiera sido cuando fue consagrado como arzobispo, en lugar de cuando entró en la vida religiosa, como era costumbre en la época.
Parece que la sede de Canterbury pasaba por un período de cierta oscuridad y mínima influencia, a pesar de ser la primada de las islas británicas. Durante los nueve años de mandato de Adeodato, todos los nuevos obispos en Gran Bretaña fueron consagrados por obispos de rito celta u obispos extranjeros, con una excepción: Damianus, sucesor de Ithamar como obispo de Rochester, consagrado por el propio Adeodato. Deusdedit patrocinó, a pesar de su probablemente escasa influencia, la construcción de un convento femenino en la isla de Thanet y ayudó a la fundación de la abadía de Medeshamstede, posteriormente llamada abadía de Peterborough, en 657. Es probable que durante mucho tiempo fuese eclipsado por Agilbert, obispo de Wessex, y su autoridad como arzobispo probablemente no se aplicaba fuera de su propia diócesis y de la de Rochester, que tradicionalmente ha sido dependiente de Canterbury.
El importante sínodo de Whitby, en el que se debatió si la Iglesia de Northumbria debía seguir el método celta o el romano de datación de la Pascua, se celebró en 664. Adeodato no parece haber estado presente entonces en la abadía, quizás debido a un brote de peste, frecuente en Gran Bretaña en aquellos años.

## Muerte

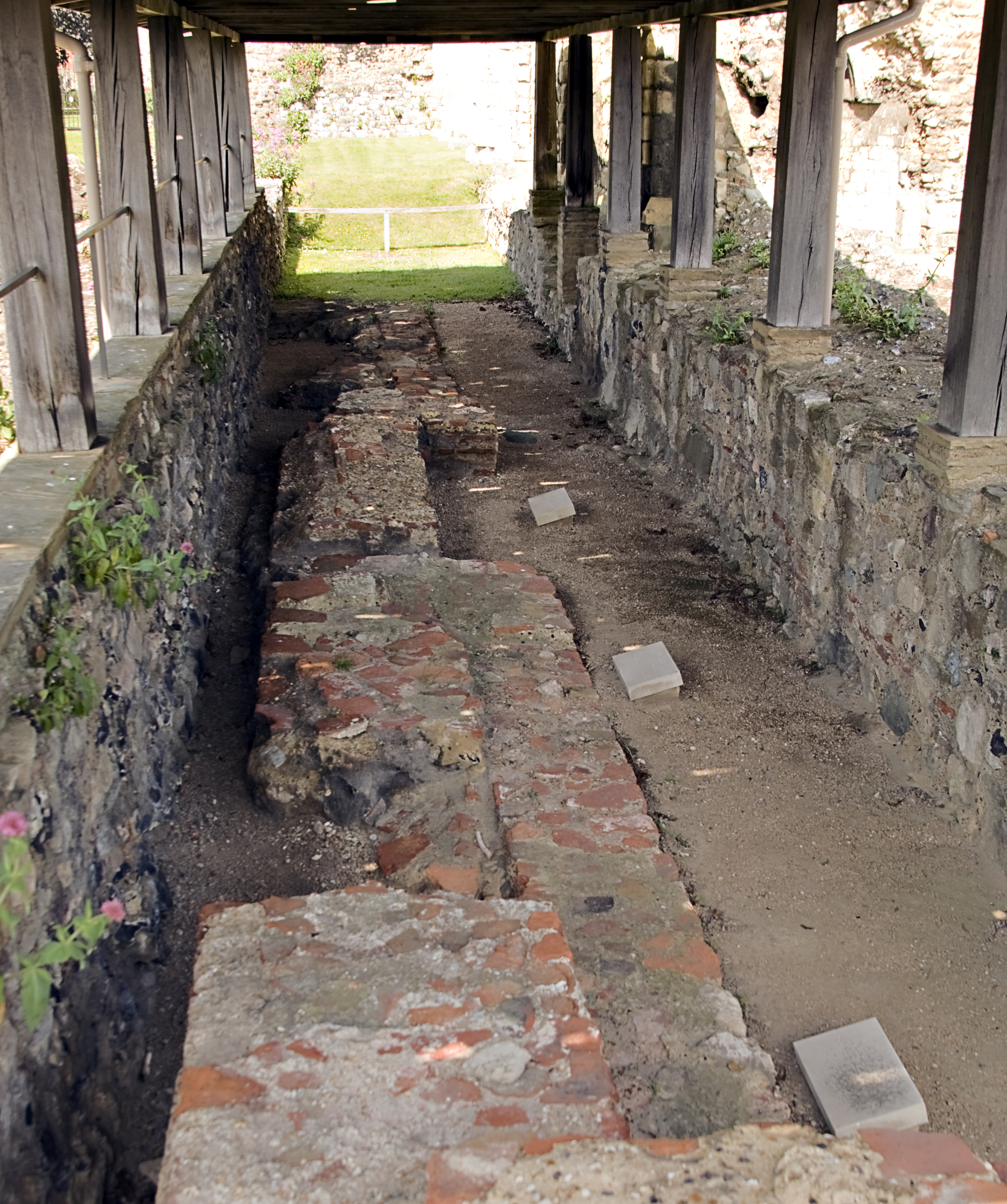
Lugar de la tumba sin marcar de Adeodato, en la abadía de San Agustín, en Canterbury. Las tumbas señaladas con piedras son las de Justo, Melitón y Lorenzo.

Adeodato murió en una fecha cercana al sínodo de Whitby, aunque se discute la datación exacta. Beda el venerable, en la Historia ecclesiastica gentis Anglorum, afirma que «el 14 de julio del año mencionado, cuando un eclipse fue seguido rápidamente por una plaga y mientras el obispo Colmán fue refutado por la decisión unánime de los católicos y devuelto a su propio país, Adeodato, el sexto arzobispo de Canterbury murió». Un eclipse solar ocurrió el 1 de mayo de 664, por lo que parecería que la fecha de la muerte de Adeodato fue el 14 de julio de 664, fecha considerada tradicionalmente como correcta. Sin embargo, esta datación entra en conflicto con la información que el mismo Beda recoge antes en su Historia, donde afirma que el predecesor de Adeodato, Honorio de Canterbury, «murió el 30 de septiembre de 653 y, después de una vacante de dieciocho meses, Adeodato, un sajón occidental, fue elegido para la sede arzobispal y se convirtió en el sexto arzobispo. Él fue consagrado por Ithamar, obispo de Rochester, el 26 de mayo y gobernó la sede hasta su muerte, nueve años, cuatro meses y dos días más tarde». Si esta información es correcta, Adeodato habría muerto el 28 de julio de 664. Se han propuesto diversos métodos de reconciliar estas discrepancias. Frank Stenton defiende que Beda empieza a contar los años el 1 de septiembre, por lo que debe considerarse la fecha de la muerte de Honorio el 30 de septiembre de 652 según la datación moderna. Además, Stenton argumenta que los copistas medievales habrían introducido un error en los manuscritos de la Historia, y que Beda escribió que la duración del mandato de Adeodato fue de 9 años y 7 meses, en lugar de 9 años y 4 meses como se indica en los manuscritos. A partir de ello, concluye que la muerte de Adeodato ocurrió en el año entre septiembre de 663 a septiembre de 664. Este cálculo es correcto respecto al eclipse del año de la muerte, pero aún muestra una discrepancia en el día específico de la muerte, para lo que Stenton afirma que los cálculos de Beda fueron más correctos que la fecha de muerte tradicional. Stenton concluye finalmente que Adeodato murió el 28 de octubre de 663.
Otros historiadores, entre ellos Richard Abels, P. Grosjean y Alan Thacker, defienden que Adeodato murió el 14 de julio de 664. El argumento principal fue presentado por Grosjean, quien afirma que Beda recogió mal la fecha de consagración del arzobispo, el 26 de mayo de 655, que fue Jueves Santo, una fecha que no habría sido elegida normalmente para una consagración episcopal. Grosjean argumenta que el mejor método para resolver los conflictos es escoger el 14 de julio de 664 como fecha de la muerte y calcular hacia atrás con la longitud del mandato dado por Beda, que sitúa la consagración el 12 de marzo de 655. Thacker y Abels coinciden en general, aunque Thacker no da una fecha específica de consagración más allá del mes de marzo. Abels añade a los argumentos de Grosjean la asociación que hace Beda de la muerte de Adeodato con la del rey Eorcenberto, que dice se produce el mismo día. Beda afirma que la peste de 664 comenzó poco después del eclipse del 1 de mayo. Nada en la Historia contradice la fecha del 14 de julio de 664 como fallecimiento de Eorcenberto; por lo tanto, Abels considera que la fecha es la más apropiada según los datos disponibles. El historiador D. P. Kirby concuerda en que Adeodato murió en 664, aunque no da una fecha exacta.
La mayoría de los historiadores afirman que Adeodato murió de la peste que prevalecía en Gran Bretaña en el momento. Ya que Beda registra la muerte de Adeodato poco después de mencionar el brote de peste, el historiador J. R. Maddicott asegura que Adeodato y Eorcenberto fueron golpeados repentinamente por la enfermedad y murieron rápidamente. Beda no qué tipo de peste fue la causante de su muerte, pero Maddicott sostiene que, debido al tiempo de su erupción y la forma en que llegó a la isla, es probable que se tratara de peste bubónica. Aunque Beda no describe los síntomas de Eorcenberto o de Adeodato, habla de otra víctima de la enfermedad en el mismo año, quien sufría de un tumor en su muslo, parecido a las hinchazones inguinales características de la peste bubónica.

## Legado
No se conocen más hechos que los reseñados de la vida de Adeodato. Su sucesor como arzobispo de Canterbury, Wighard, habría sido uno de sus clérigos, además de participante en el sínodo de Whitby. Adeodato fue considerado santo después de su muerte, con festividad el 14 de julio, aunque el Salterio de Bosworth, un libro de salmos compuesto a finales del siglo X o comienzos del XI en la abadía de San Agustín de Canterbury, da la fecha del 15 de julio. Su festividad fue designada como feria obligatoria y mayor y se incluyó, junto con las de los otros primeros arzobispos de Canterbury en dicho salterio. Adeodato fue enterrado en la antigua iglesia de la abadía, en Canterbury, pero fue trasladado al nuevo edificio abacial en 1091. Una hagiografía, o biografía del santo, fue escrita por Goscelin después de la traslación de sus reliquias, pero el trabajo se basó principalmente en el relato de Beda el venerable. El manuscrito de la De Sancto Deusdedit Archiepiscopo sobrevive como parte del manuscrito (ms) Cotton Vespasian B.xx de la Biblioteca británica. Debido a la tardía fecha del Sancto, Beda y su Historia es la principal fuente de lo poco se conoce sobre Adeodato. Fuera de la hagiografía, hay escasa evidencia del culto que le rodeaba. Su santuario sobrevivió hasta la disolución de los monasterios de 1530.
En la novela Absolución por asesinato, de Peter Berresford Ellis y ambientada durante el sínodo de Whitby, Adeodato aparece como uno de los personajes secundarios que asisten a la reunión, donde finalmente muere a causa de la peste amarilla, aunque estos hechos sean improbables según los datos históricos expuestos anteriormente.